# 奥拉杜尔大屠杀
格拉訥河畔奧拉杜爾大屠殺（法語：massacre d’Oradour-sur-Glane），發生在第二次世界大戰第二次世界大戰德占法國軍事管轄區上維埃納省格拉訥河畔奧拉杜爾，納粹德國武装党卫队在此屠殺642位村民。

## 背景
随着同盟国在欧洲诺曼底战役的开始，法国反抗力量也增加了相应的行动来削弱当地德国军队的力量，并阻挠其通信。党卫队第2帝国师接受命令穿过法国参与诺曼底战役，沿途杀死了很多法国无辜平民，同时也遭受了法国反抗力量的袭击和破坏。

## 過程
1944年6月10日清晨，親衛隊第2師第4裝甲擲彈兵團1營營長少校阿道夫·迪克曼報告團長奧托·魏丁格爾少校有一位德國軍官被附近一個名為韦尔河畔奥拉杜尔村莊的法國反納粹組織監禁，被俘虜的德國人據說是黨衛第2裝甲偵察營少校赫爾穆特·肯普費（Helmut Kämpfe）。

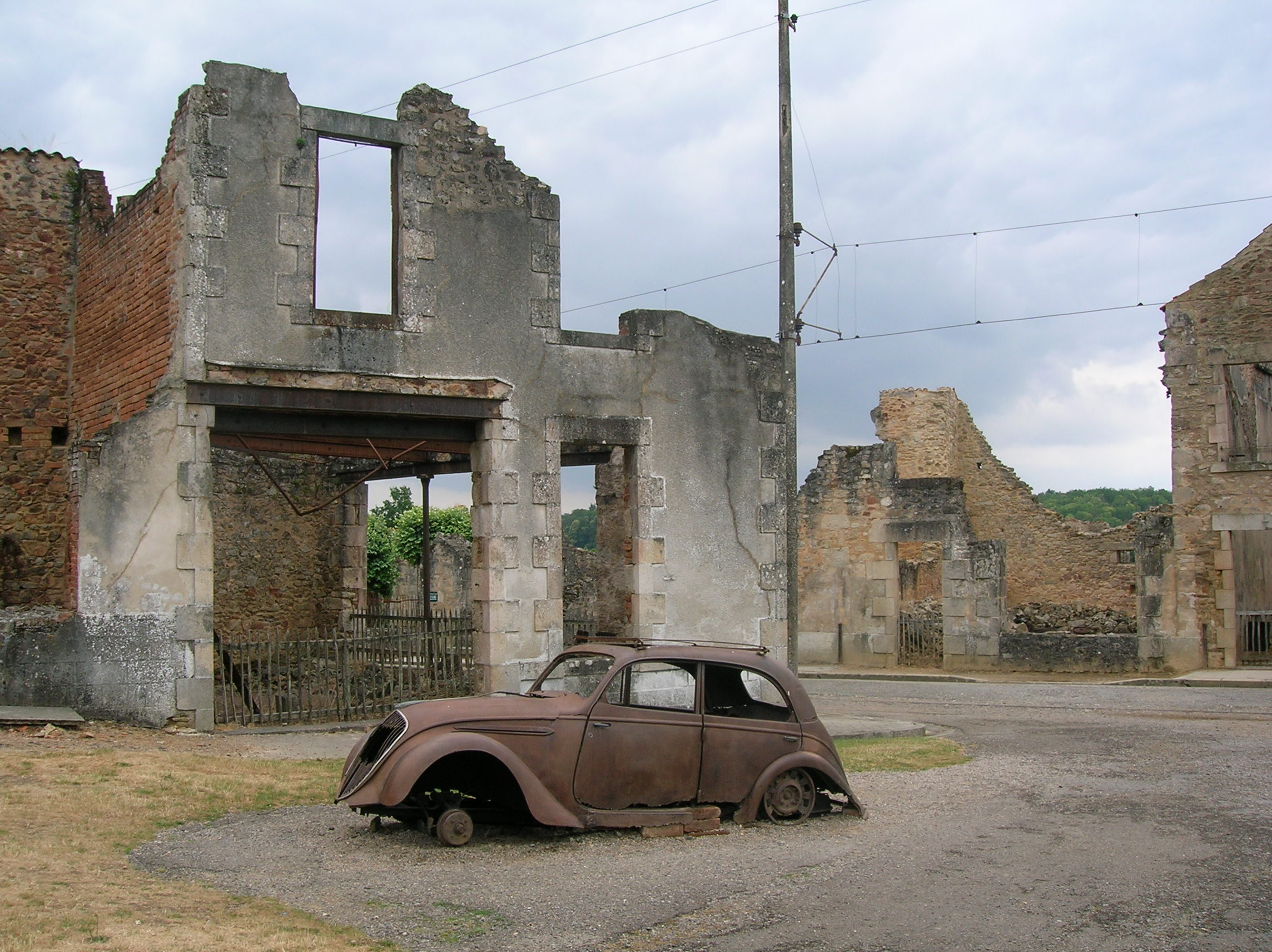
格拉讷河畔奥拉杜尔的车和建筑

6月10日，狄克曼的部队封锁了格拉讷河畔奥拉杜尔（将它与附近的监禁德国军官的“韋爾河畔奧拉杜爾”混淆），并下令全镇所有的居民以及附近村庄的人集中到村庄广场，表面上是检查证件。除了居民之外，武装党卫队还逮捕了6名并非住在附近，只是不巧骑自行车经过该村庄的人。
之后，所有的妇女和儿童被关押在教堂，村庄则被洗劫一空。同时，男人被带到6个仓库和棚舍中，机关枪已经架在那里。根据幸存者的描述，士兵开始瞄准他们的腿射击，这样可以使他们死得慢一些。当他们不能移动的时候，士兵点燃了他们的尸体，并引燃了仓库。只有5名男子逃脱，其余190名均遇难。
接着，士兵前往教堂放置了燃烧设备。当教堂开始燃烧的时候，妇女和孩子试图从大门和窗户逃离，但是面对他们的是机枪。247名妇女和205名儿童死亡。只有一名47岁的名叫玛格丽特·鲁方什（Marguerite Rouffanche）的妇女幸存下来。她从教堂后面一个很小的窗户爬出来，并整夜躲藏在灌木丛中，直到德军离开。另外有一队约20人的村民在德軍出现的时候就逃脱了。当夜，村子被夷为平地。
几天后，幸存者被允许掩埋遇难者的尸体。共有642名格拉讷河畔奥拉杜尔的居民死于這次大屠殺。

## 後續
狄克曼少校的长官、党卫队旗队长西尔维斯特·施塔德勒（Sylvester Stadler）给他下达的命令只是逮捕奥拉杜尔30个人作为人质以交换肯普费少校。然而狄克曼灭绝了整个村庄的人口，并烧毁了村庄。
事件发生之后，德国陆军元帅埃尔温·隆美尔将军、里摩日德军司令格莱尼格将军和维希政府都发表了抗议；至於那名被法國地下反抗軍抓住的肯普費少校，在反抗軍得知此慘案後，立刻被處決，屍體亦不知去向。
施塔德勒认为狄克曼过度执行了他的命令並決定開始對狄克曼調查，然而几天后，迪克曼在诺曼底战役的一次行动中身亡。而参与杀戮的大部分人员也在几天后死于战争。

## 墨菲報告
1944年4月下旬，一名20歲美國B-17轟炸機飛行員雷蒙德·J·墨菲（Raymond J. Murphy）在法國阿沃爾上空被擊落，他後來目睹這次大屠殺。墨菲被法國抵抗運動隱藏後，於8月6日飛抵英國，並在8月7日匯報中填寫一份報告草稿。他最後於8月15日提交手寫報告增編版本。
雷蒙德·J·墨菲的外孙麦凯·史密斯是美國司法部國家安全司律師，於2011年申請公佈墨菲報告。肖恩·哈里斯（Shane Harris）總結說，墨菲報告是真實的陳述，墨菲報告中沒有提到名字的小鎮很可能是格拉訥河畔奧拉杜爾。

## 現況
二战结束后，新的村庄在废墟边上重建。在法國總統夏爾·戴高樂命令下，屠杀的发生地被保留下來，作为对死者的纪念。保存下来的纪念物品包括从烧毁的建筑中挖掘出来的物品：停留在主人烧死时刻的手錶、被高温融化的眼镜、以及其他私人物品和钱币。